# 宁波国际马拉松
宁波国际马拉松是2015年宁波市建立的一个马拉松赛事，第一届宁波国际马拉松于2015年8月启动运动员报名程序，同年10月24日正式举行。本次“甬马”比赛央视采用航拍、摩托车跟拍以及沿线固定机位等拍摄技术，多路电视信号同时通过卫星传送并直播。“甬马”首批志愿者数量原定为1200名。第二批志愿者在800名左右。

## LOGO、吉祥物、口号
- LOGO作品设计者：叶未腔
- 吉祥物“甬宝”，设计者：刘竹昌
- 主题口号：“开心跑，甬向前”，作者：杨广胜[2]

## 历届赛事
- 第一届，2015年10月24日在宁波杭州湾新区举行，世界著名短跑运动员纪政和中国首位奥运长跑金牌得主王军霞共同领跑，来自英国、美国、日本、加拿大、新加坡以及香港、澳门、台湾等32个国家和地区的选手参赛，组委会特别邀请了来自肯尼亚、埃塞俄比亚、乌干达、厄立特里亚等国32名世界级优秀运动员参加。最终来自埃塞俄比亚的选手 BuliiAdugnaBekele 以2小时15分39秒的成绩夺冠。[3]